# Jordi van Gelderen
Jordi van Gelderen (Amstelveen, 26 april 1990) is een Nederlands voetballer die als verdediger sinds 2015 voor KTP speelt.

## Carrière
Van Gelderen maakte zijn profdebuut op 5 mei 2012 bij de Finse Veikkausliiga club JJK. In zijn eerste wedstrijd tegen FC Lahti scoorde hij een goal. Eerder speelde hij in de jeugd van Legmeervogels, HFC Haarlem, de amateurs van Argon, het beloftenteam van en Willem II. In 2015 speelde hij voor KTP. Hierna speelde Van Gelderen voor AFC en SC Teutonia Watzenborn-Steinberg. In februari 2018 keerde hij terug bij Legmeervogels.

## Statistieken
| Seizoen         | Club            | Competitie      | Competitie | Competitie | Beker | Beker | Internationaal | Internationaal | Totaal | Totaal |
| Seizoen         | Club            | Competitie      | Wed.       | Dlp.       | Wed.  | Dlp.  | Wed.           | Dlp.           | Wed.   | Dlp.   |
| --------------- | --------------- | --------------- | ---------- | ---------- | ----- | ----- | -------------- | -------------- | ------ | ------ |
| 2010/11         | SV Argon        | Topklasse       | 4          | 0          | 0     | 0     | –              | –              | 4      | 0      |
| 2010/11         | Willem II       | Eerste divisie  | 0          | 0          | 0     | 0     | –              | –              | 0      | 0      |
| 2012/13         | JJK Jyväskylä   | Ykkönen         | ?          | ?          | 0     | 0     | –              | –              | ?      | ?      |
| 2013/14         | JJK Jyväskylä   | Ykkönen         | ?          | ?          | 0     | 0     | –              | –              | ?      | ?      |
| 2015/16         | KTP Kotka       | Veikkausliiga   | ?          | ?          | 0     | 0     | –              | –              | ?      | ?      |
| 2016/17         | AFC             | Tweede divisie  | ?          | ?          | 0     | 0     | –              | –              | ?      | ?      |
| Carrière totaal | Carrière totaal | Carrière totaal | ??         | ??         | 0     | 0     | 0              | 0              | ??     | ??     |

Bijgewerkt t/m 4 september 2016.